# Плейнедж (Нью-Йорк)
Плейнедж (англ. Plainedge) — переписна місцевість (CDP) в США, в окрузі Нассау штату Нью-Йорк. Населення — 9517 осіб (2020).

## Географія
Плейнедж розташований за координатами 40°43′26″ пн. ш. 73°28′37″ зх. д. / 40.72389° пн. ш. 73.47694° зх. д. (40.724010, -73.476994).  За даними Бюро перепису населення США в 2010 році переписна місцевість мала площу 3,64 км², уся площа — суходіл.

## Демографія
Згідно з переписом 2010 року, у переписній місцевості мешкало 8817 осіб у 2875 домогосподарствах у складі 2330 родин. Густота населення становила 2425 осіб/км².  Було 2936 помешкань (807/км²).
Расовий склад населення:
| - 92,0 % — білих - 4,5 % — азіатів - 0,8 % — чорних або афроамериканців - 0,2 % — корінних американців - 1,5 % — осіб інших рас |

До двох чи більше рас належало 1,0 %. Частка іспаномовних становила 7,8 % від усіх жителів.
За віковим діапазоном населення розподілялося таким чином: 23,4 % — особи молодші 18 років, 61,9 % — особи у віці 18—64 років, 14,7 % — особи у віці 65 років та старші. Медіана віку мешканця становила 41,2 року. На 100 осіб жіночої статі у переписній місцевості припадало 94,2 чоловіків;  на 100 жінок у віці від 18 років та старших — 91,6 чоловіків також старших 18 років.
Середній дохід на одне домашнє господарство  становив 113 920 доларів США (медіана — 108 287), а середній дохід на одну сім'ю — 124 726 доларів (медіана — 118 832). Медіана доходів становила 71 800 доларів для чоловіків та 56 324 долари для жінок. За межею бідності перебувало 2,7 % осіб, у тому числі 5,2 % дітей у віці до 18 років та 1,9 % осіб у віці 65 років та старших.
Цивільне працевлаштоване населення становило 4836 осіб. Основні галузі зайнятості: освіта, охорона здоров'я та соціальна допомога — 27,8 %, роздрібна торгівля — 13,4 %, науковці, спеціалісти, менеджери — 11,4 %, фінанси, страхування та нерухомість — 10,8 %.